# Bajkálmellék
A Bajkálmellék (oroszul: Прибайкалье) tájegység (nagytáj) Oroszországban, Szibéria déli hegyvidékeinek része. A Bajkál-tó medencéje és a medencét közvetlenül övező hegységek, főként középhegységek alkotják. Közigazgatási szempontból az Irkutszki területhez és Burjátföldhöz tartozik.

## Jellemzői, részei
Területe az archaikum végén, a bajkál hegységképződéskor gyűrődött fel, majd évmilliókig tartó lepusztulás után, a harmad- és a negyedidőszakban ismét megemelkedett. Hegységei főként kemény kristályos kőzetekből állnak, a medencéket vastag üledékréteg tölti ki.
Tengelyét a Bajkál-tó medencéje képezi, melyhez jóval kisebb hegyközi medencék csatlakoznak: délen a Tunka-árok, északon a Felső-angarai- és a Barguzini-medence. A nagyjából délnyugat–északkeleti irányban 636 km hosszan elnyúló tó a hegységkeretet egy nyugati és egy keleti részre osztja.

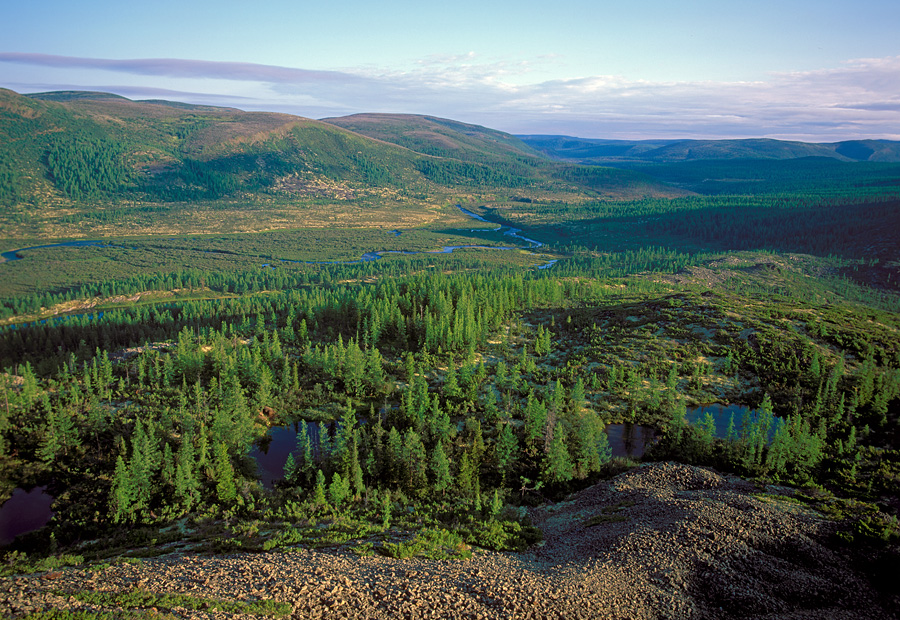
A Bajkál–Lénai Természetvédelmi Terület, a Léna forrásától kb. 10 km-re

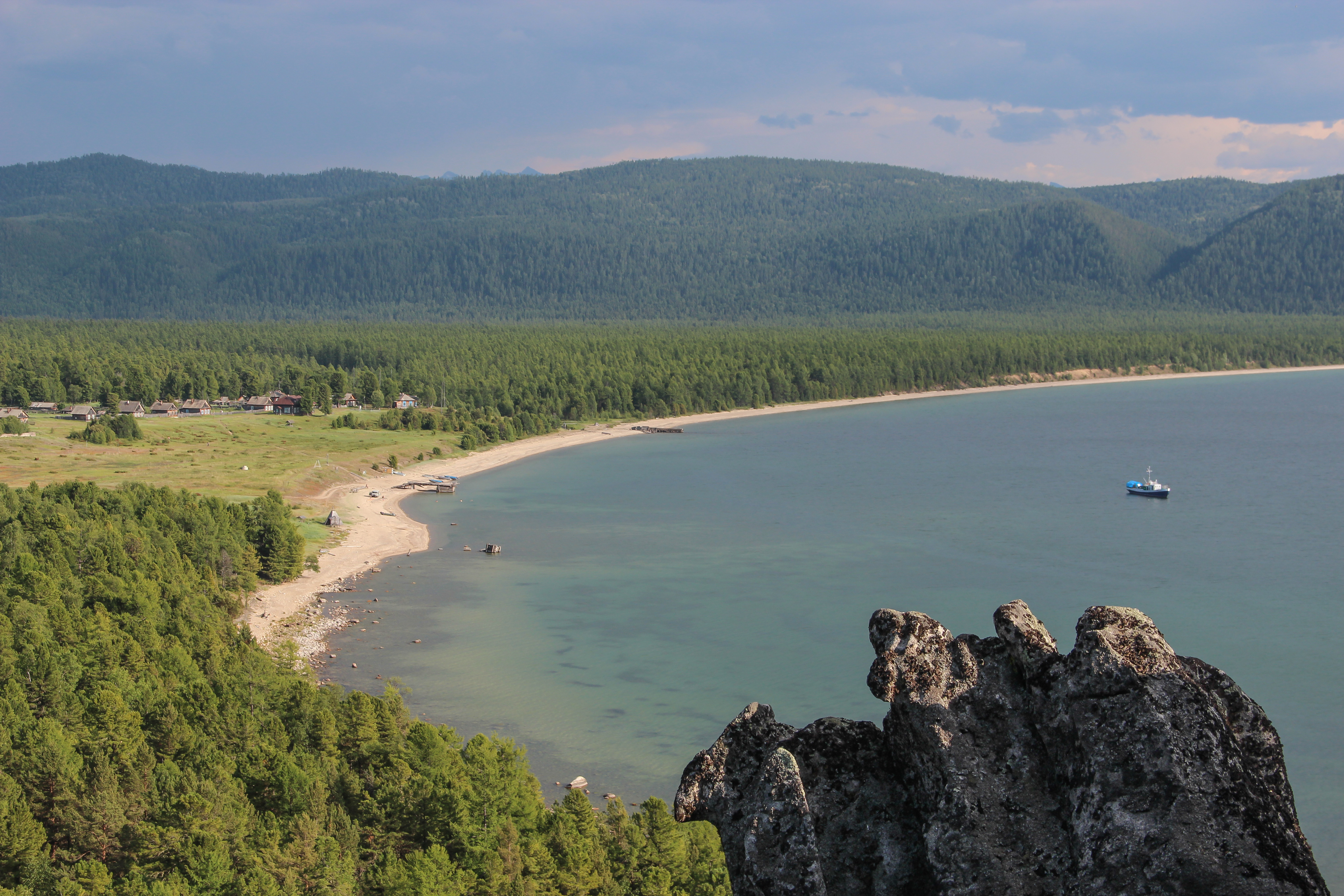
A Bajkál barguzini partja (Barguzini járás)

A nyugati rész a tó partja mentén keskeny sávban húzódó hegylánc; két felét a Léna forrásvidéke választja el egymástól:
- a Primorszkij-hegység (vagyis 'tengermelléki') – a hegylánc délnyugati, alacsonyabb része (legmagasabb pontján 1182 m)
- a Bajkál-hegység – a hegylánc északkelet felé folytatódó, jóval magasabb része (legmagasabb csúcsa 2572 m).

A tómedencét keleten övező rész szélesebb, párhuzamosan futó hegyvonulatai magasra emelkednek. Délnyugatról északkelet felé haladva:
- a Hamar-Daban a Bajkál nyugati végétől délre terül el; a vele párhuzamos Tuszkin Dzsida csúcsai is 2000 m-nél magasabbak (2370 m)
- az Ulan-Burgaszi a Szelenga völgyénél kezdődik és északkelet felé ágazik el (2049 m)
- az Ikatszkij-hegyvonulat (vagy Ikati-hegyvonulat) az Ulan-Burgaszi folytatása észak, északkelet felé; keleten lezárja a Bajkálmelléket (2573 m)
- a Barguzin-hegység a tó északkeleti partja és a Barguzin folyó völgye között magasodik (legmagasabb csúcsa és a Bajkálmellék legmagasabb pontja 2840 m).